# Петрівське (Куликівський район)
Петрівське — колишнє село в Україні, Куликівському районі Чернігівської області. Підпорядковувалось Ковчинській сільській раді.
Розташовувалося за 2 км на південь від Ковчина, на висоті 115 м над рівнем моря.
Складалося з єдиної вулиці протяжністю бл.600 м.
Вперше згадане у 1920-х роках як селище Петровського.
Станом на 1985 рік у селі проживало 10 жителів. 17 серпня 1999 року Чернігівська обласна рада зняла село з обліку у зв'язку із переселенням жителів.
Територія колишнього села значною мірою розорана. Неподалік знаходяться озера Польова Криниця, Річище, Островіт, урочища Сорокалітове та Убедь.